# إسحاق بن موسى العباسي
إسحاق بن موسى بن عيسى بن مُوسى بن عيسى بن عليُّ بن عبد الله بن العبَّاس بن عبد المُطَّلب، أميرٌ عبَّاسيٌ ووالٍ على اليمن في زمن الخليفة العبَّاسي المأمُون. تمكن من إعادة السيطرة على مكة بعد أن انهزم العلويين الثائرين فيها بقيادة محمد بن جعفر الصادق والحسين الأفطس.

## سيرة شخصية
ينحدر إسحاق من الأسرة العبَّاسيَّة الحاكمة، فهو ابنًا لموسى بن عيسى وحفيد عيسى بن موسى. وكان ابن عم ثالث للخلفاء الأمين (809–813)، المأمون (813–833)، والمعتصم (833-842).
في عام 814 تم تعيين إسحاق في اليمن من قبل المأمون، ووصل إلى المحافظة في ذلك الصيف. وبقي في اليمن حتى العام التالي، ثم علم أن مكة القريبة قد احتلها المتمرد العلوي الحسين الأفطس. استجاب إسحاق بتنظيم رحلة عسكرية لاستعادة المدينة للخليفة وبدأ في السير نحو الحجاز ، لكنه تعرض لهجوم من قبل البدو في الطريق واضطر إلى التراجع إلى صنعاء مؤقتًا. وبعد وقت قصير علم أن علويًا آخر، وهو إبراهيم بن موسى الكاظم، كان قد ثار وتقدم نحو اليمن للسيطرة على البلاد، وقرر عدم تقديم أي مقاومة للمتمردين. لذلك غادر مع جميع فرسانه ومشاته على طول طريق نجد، وسلم الولاية فعليًا لإبراهيم.
بعد مغادرته اليمن، اتجه إبراهيم نحو مكة، حيث أعلن محمد بن جعفر الصادق أنه قد بُويع بالخلافة، وذلك بضغط من ابنه علي والثائر الحسين الأفطس، ووصل في النهاية إلى مشاش، حيث نزل. وهناك انضمت إليه والدته والعديد من الموالين للعباسيين الذين تمكنوا من الفرار من المدينة التي سقطت بيد العلويين، فشرع في الزحف على رأس جيشه لملاقاة الثائرين. وبعد فشله في هزيمة العلويين، قرر الانسحاب وشق طريقه نحو العراق، ولكن على طول الطريق قوبلت بتعزيزات بقيادة ورقاء بن جميل وأقنعه بالعودة وأن التعزيزات قادرة على هزيمتهم. التقى الجيش العباسي بالثائرين العلويين في بئر ميمون بالقرب من مكة وحققت النصر، مما أدى إلى فرار المتمردين بعد يومين من القتال. ثم قرر محمد بن جعفر إخلاء مكة وخرج على صيغة أمان، ما سمح للورقاء وإسحاق بدخولها في أوائل عام 816 واستعادة السيطرة عليها وتأمينها.
ربما يكون إسحاق قد قاد فيما بعد رحلة الحج عام 817.